# 虛擬路由器備援協定
虚拟路由器冗余协议（英語：Virtual Router Redundancy Protocol，缩写为 VRRP）是一种网络协议，可以为参与的路由器自动分配可用的IP地址。这个协议通过在子网中，自动选取默认网关，来增加路由的可用性和可靠性。
这个协议首先创建了一些虚拟路由器（这是对多个路由器的抽象），例如：主路由器、备路由器，这些路由器作为一个 group 协同工作。虚拟路由器被配置为默认网关，而不是物理路由器。当正在工作的物理路由器（代表着虚拟路由器）发生故障时，另一个物理路由器会自动被选举出来替代它。特定时间内正在转发数据包的物理路由器被称为主路由器。
VRRP提供了路由器状态的信息，而不是该路由器的数据包处理、交换的信息。每一个VRRP实例被限制到单一子网内。它不会参与子网外的IP路由，也不会以任何方式影响路由表。VRRP可以通过IPv4或者IPv6（三层IP网），运行在Ethernet（以太网）、MPLS和令牌环网络（二层链路网）。
该协议在IETF（Internet Engineering Task Force）的RFC 5798发布，这是一个开放标准，但是思科提出过一个本质上相同，但是受专利保护的协议。不过思科的Robert Barr在2001年回复说，他们不会发起专利诉讼，除非有人对思科发起专利诉讼。IBM同样声明了专利，并且他们的专利可以在IETF网站上看到。

## 技术概述
```
   虚拟路由器使用的虚拟MAC地址为00-00-5E-00-01-XX。最后一个字节（XX）为虚拟路由器ID(VRID)。
```

## 標準
定義於 RFC 2338， RFC 3768 及 RFC 5798。

## 外部連結
- Controversy involving VRRP and Cisco patents